# Luigi Vitale
Luigi Vitale (Castellammare di Stabia, Nápoles, Italia, 5 de octubre de 1987) es un exfutbolista y entrenador italiano. Se desempeñaba como centrocampista. Actualmente entrena al Stabia City F. C. de la Promozione.

## Trayectoria
Vitale empezó a jugar en la cantera del Avellino y en 2004 pasó al equipo juvenil del Napoli del presidente De Laurentiis. En la temporada 2005-06 jugó 4 partidos entre Copa de Italia y campeonato de Serie C1, debutando el 2 de octubre de 2005 contra el club de su ciudad natal, el Juve Stabia.
La temporada siguiente entró en el primer equipo, aunque jugó solo dos partidos entre Copa de Italia y campeonato de Serie B (frente al Frosinone). En 2007/08 fue cedido a préstamo al Lanciano, en Serie C1 (28 presencias).
En junio de 2008 volvió al Napoli. Participó en los partidos de Copa Intertoto contra el Panionios griego y en la segunda fase clasificatoria de la Copa de la UEFA frente al Vllaznia albanés. Debutó en Serie A el 31 de agosto de 2008 en el "Stadio Olimpico" contra la Roma. Marcó su primer gol contra el Benfica, en el partido de ida de la primera ronda de Copa de la UEFA.
El 21 de agosto de 2009 fue cedido a préstamo al Livorno, donde sumó 22 presencias. Finalizada la temporada, volvió al Napoli, donde jugó 6 partidos en Serie A, 1 en Copa de Italia y 3 en la Liga Europa (marcando un gol contra el Steaua de Bucarest). Al término de la temporada fue cedido a préstamo al Bolonia. El 4 de agosto de 2012 pasó al Ternana en calidad de cedido, realizando 10 goles. En agosto de 2013 fue cedido a préstamo al Juve Stabia, club de su ciudad natal.
El 14 de agosto de 2014 volvió al Ternana, que adquirió la totalidad de su pase. El 5 de julio de 2016 fue transferido a la Salernitana. También militó en el Hellas Verona (Serie A y B), Spezia (Serie B) y Frosinone (Serie B) y Juventude Stabia (Seconda Categoria). Su último equipo fue el Pompei, de la Eccellenza Campania.

## Clubes
| Club                          | País   | Año       |
| ----------------------------- | ------ | --------- |
| S. S. C. Napoli               | Italia | 2005-2007 |
| S. S. Lanciano (cedido)       | Italia | 2007-2008 |
| S. S. C. Napoli               | Italia | 2008-2009 |
| A. S. Livorno Calcio (cedido) | Italia | 2009-2010 |
| S. S. C. Napoli               | Italia | 2010-2011 |
| Bolonia F. C. 1909 (cedido)   | Italia | 2011-2012 |
| Ternana Calcio (cedido)       | Italia | 2012-2013 |
| S. S. Juve Stabia (cedido)    | Italia | 2013-2014 |
| Ternana Calcio                | Italia | 2014-2016 |
| U. S. Salernitana 1919        | Italia | 2016-2019 |
| Hellas Verona                 | Italia | 2019-2021 |
| Spezia Calcio (cedido)        | Italia | 2020      |
| Frosinone Calcio              | Italia | 2021      |
| Juventude Stabia              | Italia | 2022      |
| F. C. Pompei                  | Italia | 2022-2023 |